# 美国军用标准
美国的防卫标准（defense standard），常被称为军用标准（military standard）、MIL-STD、MIL-SPEC或非正式地称为MilSpecs，用于帮助美国国防部实现标准化目标。 
标准化有利于实现互操作性，确保产品满足特定要求、通用性、可靠性、总拥有成本、与物流系统的兼容性以及类似的防御相关目标。 
其他非国防的政府组织、技术组织和行业也使用国防标准。本文探讨防御标准的定义、历史和用法，以及相关的文件，例如国防手册（defense handbooks）和国防规范（defense specifications）。

## 文件类型的定义
虽然官方定义区分了几种类型的文件，但包括国防规范、手册和标准在内的文件全部遵循“军事标准”的一般题目。严格来说，这些文件有不同的用途。根据政府问责局（GAO）的说法，军事规范“描述了产品的物理和/或操作特性”，而军事标准“详细说明了用于制造产品的过程和材料”。另一方面，军事手册主要是汇编信息和/或指导的来源。然而，GAO承认这些术语经常互换使用。 
官方定义由国防部4120.24  （页面存档备份，存于） ， 国防标准化计划（DSP）程序， 2014年11月，美元（采购，技术和物流）提供： 
| 缩写     | 类型     | 定义 |
| -------- | -------- | --- |
| MIL-HDBK | 国防手册 | 提供有关DSP所涵盖的资料，流程，实践和方法的标准程序，技术，工程或设计信息的文档。 MIL-STD-967涵盖了防御手册的内容和格式。                                                                                     |
| MIL-SPEC | 防御规范 | 描述军用物资或实质性改装商品的基本技术要求的文件。 MIL-STD-961涵盖了防御规范的内容和格式。 |
| MIL-STD  | 防御标准 | 为军事独特或实质性修改的商业流程，程序，实践和方法建立统一工程和技术要求的文件。 有五种类型的防御标准：接口标准，设计标准标准，制造过程标准，标准实践和测试方法标准。 MIL-STD-962涵盖了国防标准的内容和格式。 |
| MIL-PRF  | 性能规格 | 性能规范根据所需结果说明要求，并提供验证合规性的标准，但未说明实现所需结果的方法。 性能规范定义了项目的功能要求，项目必须运行的环境以及接口和可互换性特征。                                                   |
| MIL-DTL  | 详细规格 | 说明设计要求的规范，例如要使用的材料，如何实现要求，或如何制造或构造物品。 包含性能和详细要求的规范仍被视为详细规范。                                                                                         |

就本文而言，“军事标准”将包括标准，规范和手册。 

## 格式
国防部有关于标准格式的标准： 
- MIL-STD-961E（1），国防和程序特别规范格式和内容，2008年4月2日，国防部
- MIL-STD-962D（1），国防标准格式和内容，2008年4月2日，国防部
- MIL-STD-967（1），国防手册格式和内容，2008年4月2日，国防部

## 起源和进化
防御标准源于确保适当性能，可维护性和可修复性（ MRO的易用性）以及军事装备的后勤实用性的需要。  后两个目标（MRO和物流）支持某些一般概念，例如可互换性 ， 标准化 （设备和流程，一般）， 编目 ，通信和培训（教授人们什么是标准化的，什么是他们的自由裁量权，以及标准的细节）。  在18世纪后期和整个19世纪， 美国和法国军队是早期采用者和长期发展的赞助者和互换性和标准化的倡导者。  在第二次世界大战期间（1939-1945），几乎所有国家军队和跨国联盟（ 盟军 ， 轴心国 ）都在忙于标准化和编目。  美国的AN编目系统（陆军 - 海军）和英国国防标准（DEF-STAN）就是一个例子。 
例如，由于尺寸公差的差异，在第二次世界大战中，美国螺钉 ， 螺栓和螺母不适合英国设备，并且不能完全互换。   国防标准提供了许多好处，例如最大限度地减少弹药类型的数量，确保工具的兼容性，以及确保军事装备生产过程中的质量。  例如，这导致弹药和食物箱可以在没有工具的情况下打开;车辆子系统，可以快速交换到受损的地方;小武器和大炮不太可能发现自己的弹药不适合，而且缺乏弹药。 
但是，标准的扩散也有一些缺点。  主要的一点是，它们在军队内部和民用供应商的国防供应链上施加了功能上相当于监管负担的东西。  在20世纪80年代和90年代初期的美国，有人认为，到1990年将近30,000个标准的大量标准对承包商施加了不必要的限制，增加了成本（因此也就是国防部，因为最终成本转嫁到了客户身上） ），并阻碍了最新技术的采用。  应对越来越多的批评，国防部长威廉·佩里发表了1994年的备忘录是禁止使用大多数军事规范和标准的不放弃。   这被称为“佩里备忘录”。  许多军用规格和标准被取消。  在他们的位置，国防部指导使用性能规范和非政府标准。  “性能规范”描述了武器的理想性能，而不是描述如何达到这些目标（即指导使用哪种技术或使用哪种材料）。  2005年，国防部发布了一份新的备忘录 ，该备忘录取消了为了使用军事规范或标准而获得豁免的要求。  2005年备忘录没有恢复任何取消的军事规范或标准。 
根据人类系统信息分析中心出版的2003年Gateway报告 ，国防标准和规范的数量已从45,500减少到28,300。  但是，其他消息来源指出，佩里备忘录发布之前的标准数量不到30,000，自那时以来已有数千个标准取消。  这可能是由于被视为“军事标准”的差异。 
彻底标准化的另一个潜在缺点是类似于单一栽培的威胁（缺乏生物多样性会产生更大的大流行性疾病风险）或没有舱壁划分的船（即使是小船体泄漏也会威胁到整个船只）。  如果敌人在标准化系统中发现了一个缺点，那么系统的统一性会使其容易受到完全失能的影响，而这可能是一种有限的妥协。  此外，如果标准化促进了盟友的使用，它也可以减轻敌人使用作为战争奖品丢失的物资的任务。  然而，这种威胁在某种程度上是学术性的，因为即使标准不良的物资也有可能在超限时提供敌人。 

## 非详尽的文件清单
完整的标准清单保持为国防部规范和标准指数，直到1993年。 
- 编目手册H2 ， [7] 北约库存号联邦供应组和联邦供应类的定义
- 编目手册H4 ，包含供应商CAGE代码详细信息的手册
- 编目手册H6 ，项目名称NATO编纂系统目录
- 编目手册H8 ，另一本包含供应商CAGE代码细节的手册
- MIL-E-7016F ，用于分析飞机上的交流和直流负载。
- MIL-S-82258 ， 橡胶 游泳 脚 蹼 。  “军用人员为游泳目的和一般用途而对橡胶制成的游泳鳍的要求”
- MIL-STD-105 ，按属性检验的抽样程序和表格（撤回）
- MIL-STD-167 ，船舶设备的机械振动
- MIL-STD-188 ，与电信有关的系列
- MIL-STD-196 ， 联合电子类型指定系统 （JETDS）的规范
- MIL-STD-202 ，电子和电气部件的测试方法。
- MIL-STD-310 ，用于开发军事产品的全球气候数据[8] [9]
- MIL-STD 461 ，“控制子系统和设备的电磁干扰特性的要求”
- MIL-STD-498 ，关于软件开发和文档
- MIL-STD-499 ，工程管理（系统工程）
- MIL-STD-806 ，逻辑图的图形符号，最初是美国空军的标准[10]
- MIL-STD-810 ，用于确定对设备的环境影响的测试方法
- MIL-HDBK-881 ，国防物资项目（WBS）的工作分解结构
- MIL-STD-882 ，系统安全的标准做法
- MIL-STD-883 ，微电路测试方法标准
- MIL-S-901 ，船载设备的冲击试验。
- MIL-STD-1168 ，弹药生产分类系统，取代了第二次世界大战期间使用的弹药识别码 （AIC）系统。
- MIL-STD-1234 ，烟火的取样，检查和测试
- MIL-STD-1246C ，空间硬件的颗粒和分子污染水平（已被IEST-STD-CC1246D取代）。
- MIL-STD-1376 ，声纳传感器指南，特别是压电 陶瓷 ;
- MIL-STD-1388-1A ， 物流支持分析 （LSA）（由MIL-HDBK-502取消和s / s，采购物流）
- MIL-STD-1388-2B ，物流支持分析记录的DOD要求（由MIL-PRF-49506取消和s / s，后勤管理信息）
- MIL-STD-1394 ，这与帽子的结构质量有关，并且经常与IEEE 1394混淆。
- MIL-STD-1397 ，输入/输出接口，标准数字数据，海军系统
- MIL-STD-1472 ，人体工学
- MIL-STD-1474 ，小型武器标准的声音测量
- MIL-STD-1553 ，一种数字通信总线
- MIL-STD-1589 ， JOVIAL 编程语言
- MIL-STD-1750A ，用于机载计算机的指令集架构 （ISA）
- MIL-STD-1760 ，智能武器接口，源自MIL-STD-1553
- MIL-STD-1815 ， Ada编程语言
- MIL-STD-1913 ， Picatinny导轨 ，枪械上的安装支架
- MIL-STD-2045-47001 ，无连接数据传输应用层
- MIL-STD-2196 ，涉及光纤通信
- MIL-STD-2361 ，涉及SGML中陆军行政，培训和学说以及技术设备出版物的数字开发，获取和交付。
- MIL-STD-2525，联合军事符号学 [11] （（该URL与APP6，NATO标准错误链接，需要更换）。  ））
- MIL-STD-3011，联合范围扩展应用协议 （JREAP）
- MIL-STD-6011，战术数据链路（TDL）11 / 11B消息标准（Link-11）
- MIL-STD-6013，陆军战术数据链路-1 （ATDL-1）
- MIL-STD-6016，战术数据链路（TDL）16消息标准（Link-16）
- MIL-STD-6017，可变消息格式 （VMF）
- MIL-STD-6040，美国消息文本格式（USMTF）
- MIL-DTL-13486 ，电线和电缆
- MIL-PRF-38534 ，混合微电路通用规范。
- MIL-PRF-38535 ，集成电路（微电路）制造通用规范。

## 其他
- 美国国家标准协会
- ASTM国际组织
- 国际标准
- 环境科学与技术研究所 （IEST）
- 军事技术
- 标准化
- 规格（技术标准）
- 标准组织
- 标准化协议 （STANAG）
- 美国军用连接器规格
- NATO軍事標準標誌

## 进一步阅读
- Christensen, David S., David A. Searle, and Caisse Vickery, (1999), "The impact of the Packard Commission's recommendations on reducing cost overruns on defense acquisition contracts", Acquisition Review Quarterly, v 6, no. 3:251-262.
- DOD 4120.24-M, (2000), "DSP Policies & Procedures", Office of the Undersecretary of Defense (Acquisition, Technology and Logistics), March.
- Fowler, Charles A., (1994), "Defense acquisition: Grab the ax", IEEE Spectrum, v 31, no. 10:55-59.
- Kratz, Louis A., (2005), "Elimination of waivers to cite military specifications and standards in solicitations and contracts", Policy Memo 05-03, Assistant Deputy Undersecretary of Defense (Logistics Plans and Programs), Department of Defense, recorded in Defense Acquisition, Technology and Logistics, July - August 2005, p 91.
- McNally, William P., (1998), "Will commercial specifications meet our future air power needs?", Acquisition Review Quarterly, v 5, no. 3:297-316.
- Perry, William, (1994), Memorandum from the Secretary of Defense to the Secretaries of the Military Departments, "Specifications & standards -- A new way of doing business", June 29, The Pentagon, Office of the Secretary of Defense.  （页面存档备份，存于）
- Poston, Alan, (2003), "The current state of human factors standardization", Gateway, Human Systems Information Analysis Center, v 14, no. 2:1-2.
- Reig, Raymond W., (2000), "Baselining acquisition reform", Acquisition Review Quarterly, v 7, no. 1:33-46.
- U.S. General Accounting Office, (1994), Acquisition Reform: DOD Begins Program to Reform Specifications and Standards, Report to Congressional Committees, October, GAO/NSIAD-95-14.
- U.S. Department of Defense, (2000), MILSPEC Reform Final Report - An Ending: A New Beginning, April, Office of the Under Secretary of Defense (Acquisition, Technology & Logistics), Defense Standardization Office.
- van Opstal, Debra, (1994), "Roadmap for MILSPEC reform: A national imperative", Program Manager, v 23, no. 1:10-13.